# Sozialistische Aktion (Zeitung)
Die Sozialistische Aktion ist eine Exil-Zeitung der SOPADE, des in die Tschechoslowakei immigrierten Teils der SPD, die während der Zeit des Nationalsozialismus im Deutschen Reich verboten war. Aufgrund der Gleichschaltung der Medien wurde die Zeitung im Untergrund verbreitet. 
Die Zeitung erschien ab November 1933 und wurde von Paul Hertz herausgegeben. Die Zeitung umfasste lediglich vier bis acht Seiten, war aber eng bedruckt in kleiner Schriftgröße, so dass der Umfang rund 25.000 Worte betrug. Bis Ende 1934 sollen etwa zwei Millionen Exemplare im Reichsgebiet verbreitet worden sein. Die Zeitungen wurden von Kurieren in neutralen Umschlägen verteilt bzw. versteckt in anderen Schriftstücken von Cäsars Gallischem Krieg bis zu Rasieranweisungen. Gedruckt wurde die Zeitung im Verlags- und Druckhaus »Graphia« in Karlsbad. Um die Verteilung der illegalen Schriften zu erleichtern, wurden hinter der deutschen Grenze mehrere Grenzsekretariate eingerichtet, u. a. in Reichenberg, Karlsbad, Trautenau, Bodenbach, Luxemburg, Kopenhagen, Brüssel und Antwerpen. Von dort aus brachten Kuriere die Zeitungen ins Landesinnere, wo es ein mehr oder weniger dichtes Netz von Vertrauenspersonen gab, die auch Informationen über die Zustände im Reich lieferten.